# 源国盛
源 国盛（みなもと の くにもり、生年不詳 - 長徳2年（996年）秋？）は、平安時代中期の貴族。光孝源氏、陸奥守・源信明の子。官位は従四位上・伝播磨守。

## 概要
一条朝にて、但馬守・常陸介・讃岐守と受領を歴任する。
長徳2年（996年）国盛と藤原為時はともに越前守を懇願し、一度は国盛が越前守に任ぜられる。ここで、為時が一条天皇に自身の不遇を訴える漢詩を送ったところ、天皇は大いに感動し、左大臣・藤原道長は国盛に替えて為時を越前守に任じた。国盛はこのことにより病気となり、その年の秋には播磨守に任ぜられたが、赴任出来ないまま没したという。なお、『小右記』によれば長徳2年の秋の除目では、播磨守には源時明が任じられるも、時明が辞退し、直物で新たに藤原信理が任じられている。また、『今昔物語集』24巻30話では源国盛ではなく藤原国盛とされているがこれは誤りとされる。

## 官歴
- 時期不詳：但馬守
- 永延元年（987年） 正月28日：遷常陸介、元但馬守[5]
- 永祚元年（989年） 2月6日：見讃岐守[5]
- 長徳2年（996年） 正月25日：越前守、見従四位上[6]。正月28日：停越前守[7]。秋：播磨守？、卒去？[1]

## 系譜
『尊卑分脈』による。
- 父：源信明
- 母：不詳
- 妻：式部大輔國元の娘
  - 男子：源貞亮
- 生母不詳の子女
  - 男子：源為親
  - 男子：源正職
  - 男子：源為善
  - 女子：源道方室

## 関連文献
- 久保田孝夫「越前守藤原為時の補任」『同志社国文学』第16号、同志社大学国文学会、1980年3月、37-47頁、CRID 1390290699886972160、doi:10.14988/pa.2017.0000004929、ISSN 03898717。